# 三角仔 (學甲區)
三角仔是臺灣臺南市學甲區的一個傳統地域名稱，為舊時學甲十三庄中的中社庄內角頭聚落之一，同時也為學甲慈濟宮八選區中的中角區，行政區曾經規劃為學甲鎮西明里，民國95年（2006年）02月01日實施行政區域調整時，將西明里及宜民里合併為明宜里，目前三角仔位於明宜里境內。

## 地理位置
位在慈濟宮之西的中山路（及174號道路）南邊，東西兩邊則介於三民路、信義路兩路之間交接，另因三民路與中三路交叉後改稱濟生路，且濟生路在庄南向東做大幅度地灣走，最後又與信義路交叉，將整個聚落圍成略為三角狀。  

## 聚落脈絡
三角仔（Sann-kak-á）因聚落所在範圍自古即呈三角形狀，故附近與當地居民便就以「三角仔」作為聚落名。而所謂的學甲市區指的是學甲市區的區域，包括後社、下溪洲仔 （彭城）、七塊厝（煥昌）、三角仔、中角謝、中角羅、中社角、溪仔墘、縣內角、宅口、下社角、東寮、東竹圍仔、新寮和頂山寮等角頭。
一般認為本聚落為王姓開臺祖際吉派王助，王氏在三角仔傳有1、2、 4、6、7房所聚居，之後雖有它姓入聚落居住，然王姓仍為三角仔最大氏族，故聚落又稱為「三角仔王」，也因鄰近地區皆有人口數特別多之聚落一如中社角的陳姓，故而有「三角仔王、中社陳」之說。

## 交通
南市174號與南19號兩道路，為三角仔主要聯外道路，174在學甲為中山路且貫穿整個學甲區，道路在8K+500M即到「學甲」，而此處所標示的學甲是指「學甲市區」，範圍大抵西起信義路，東至中華路（東外環），北起三連路南至寶發路（南外環），涵蓋面積約有4平方公里，其中傳統的角頭各位於學甲市區的四方，若以學甲慈濟宮為中心，可細分為五個區域即中央（即慈濟宮及鄰近部分區域）及東、西、南、北四邊，其中三角厝聚落則位於五個區中的西邊。
至於南19號道路，由天仁工商開始一路南向，在與174號道路交叉後，經過三角仔並成為聚落的東面外環道路，過聚落後一直向南稍偏西走向，最後到將軍溪為道路的終點。

## 宗教
清保宮為三角仔聚落的角頭廟，該廟創建於1979年主祀為清水祖師，其祂陪祀有保生大帝、中壇元帥、黑虎大將等神祇，初始之際廟宇稱為「清尚寺」，惟1984年時慈濟宮保生大帝指示後易名為清保宮。 清保宮歲時以祖師爺開光日農曆6月26日為廟慶日，在慶典前一日會至慈濟宮迎請保生大帝一同於庄頭遶境。1971年前後成立藝閣「八仙船」（八仙過海）陣頭參與「上白礁」及刈香活動，藝閣主體為仿木船造形，且由8位孩童裝扮八仙組閣出陣，此陣頭曾於1981年獲得學甲藝陣比賽第一名。
太慈宮位於清保宮南方約50公尺的濟生路上，主祀為中壇元帥，其祂陪祀有觀音佛祖、黑虎將軍等神祇，初期時並無建廟，而是由當時西明里與慈生里謝姓信徒擲筊杯選定爐主，數年後後經當地的耆老們決議後，才改由西明里三角仔信徒筊杯選定爐主予以供俸。相傳太慈宮原奉祀的觀音佛祖神像因當年爐主恭請時不小心，在民國47年（1958年）間無意被火化，然另有傳聞是因為被他鄉信徒偷偷請去私下奉祀，因而直至民國89年(2000年)皆無金身，皆只以香爐替代神尊供膜拜，直到1995年成立管理委員會後，藉此興建宮廟之際，重新雕塑觀音佛祖與鎮殿中壇元帥神像，嗣後廟宇於2000年11月1日完工，並同時為神尊進行開光與安座等儀式。 

## 聚落聞人
- 李伯元（1936-）

先後畢業於屏東師專（1955年）與國立臺灣師大藝術系（1961年），從事教職工作數十年，最後階段服務於高雄市大仁國中至1988年。 退休後為開拓自己的藝術視野，決定隻身前往美國紐約以及法國巴黎等地觀摩，並且定居於巴黎20年時間，旅居期間同時也從事油畫創作，其作品的主要特色「外觀奔放熱情，內在含蓄內斂」。 旅外20年之後厭倦了旅外的生活，終於在2014年決定回故里並落地生根，從此過著無拘無束自在的生活，而李氏雖是學甲人惟並非出生於三角仔，其出生於臺南白河並在學甲宅口成長，只是旅外返臺後隱居於三角仔。此外，雖其人身已閒置在家惟其藝術生活卻未曾減退，隱居後兼作書法創作，惟創作品僅皆是以寫「大字」為主，但不同年代之創作卻有不同力道與意趣。

## 圖集

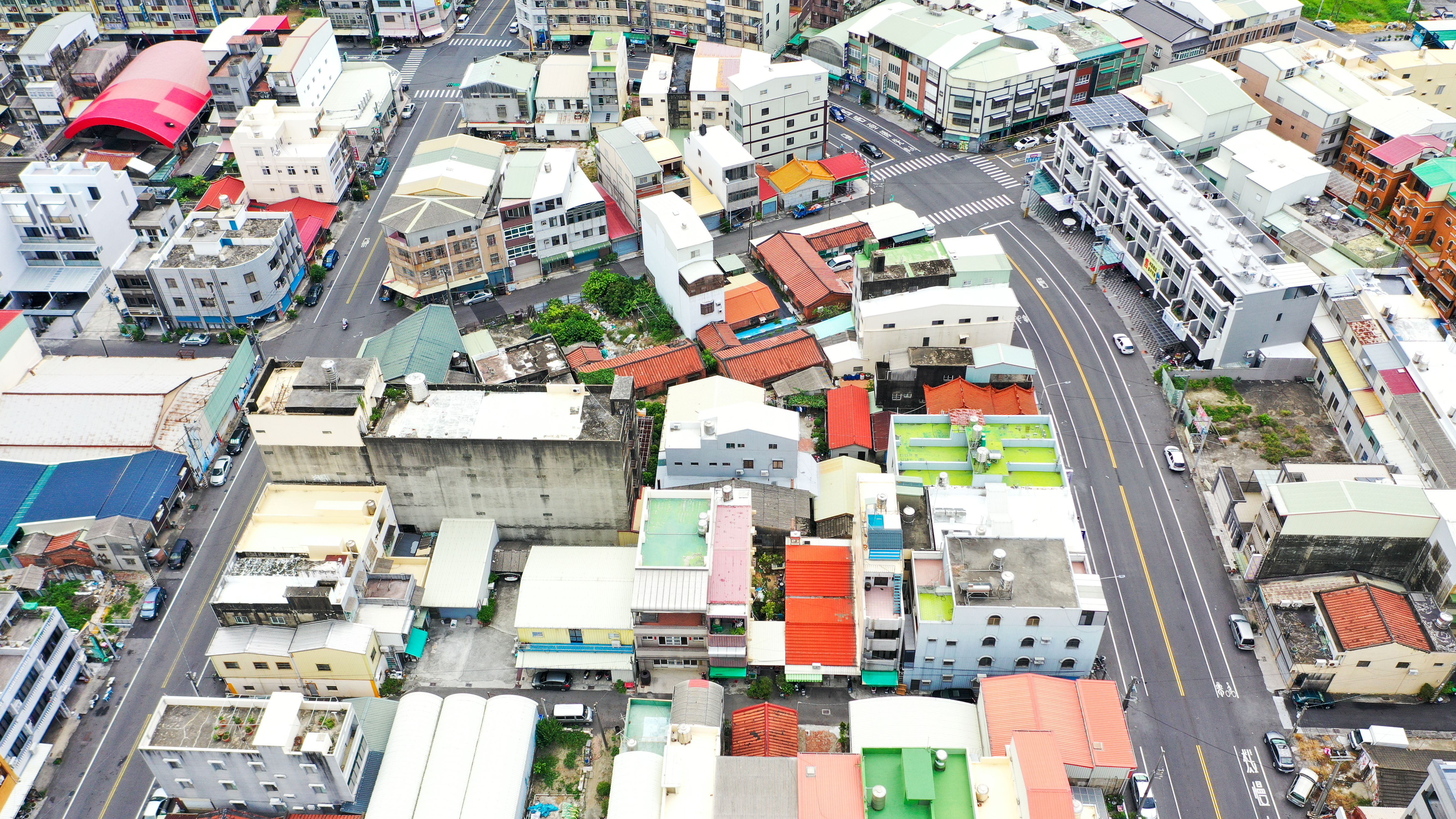
學甲中社三角仔聚落-空照
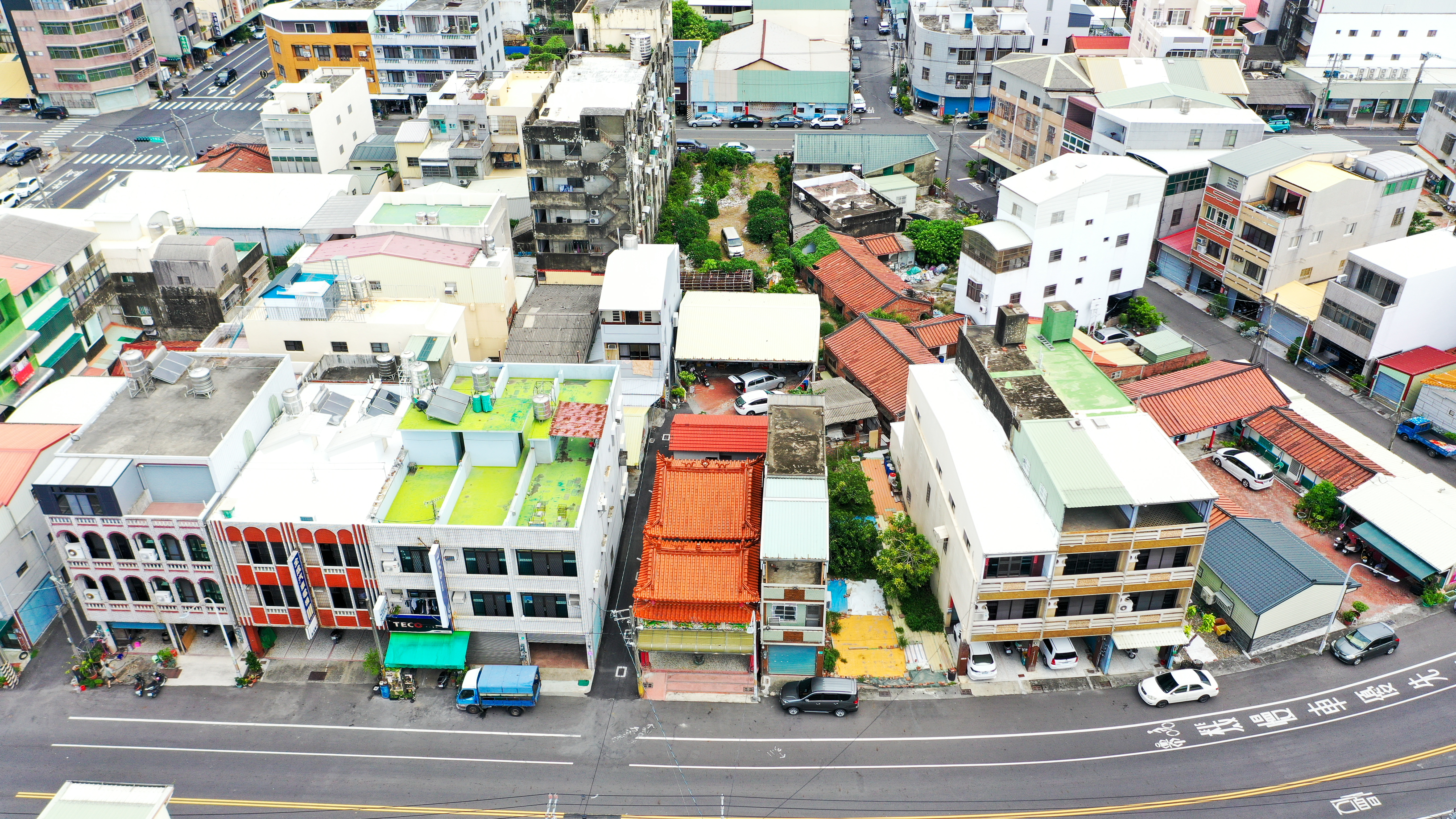
學甲中社三角仔-聚落公廟
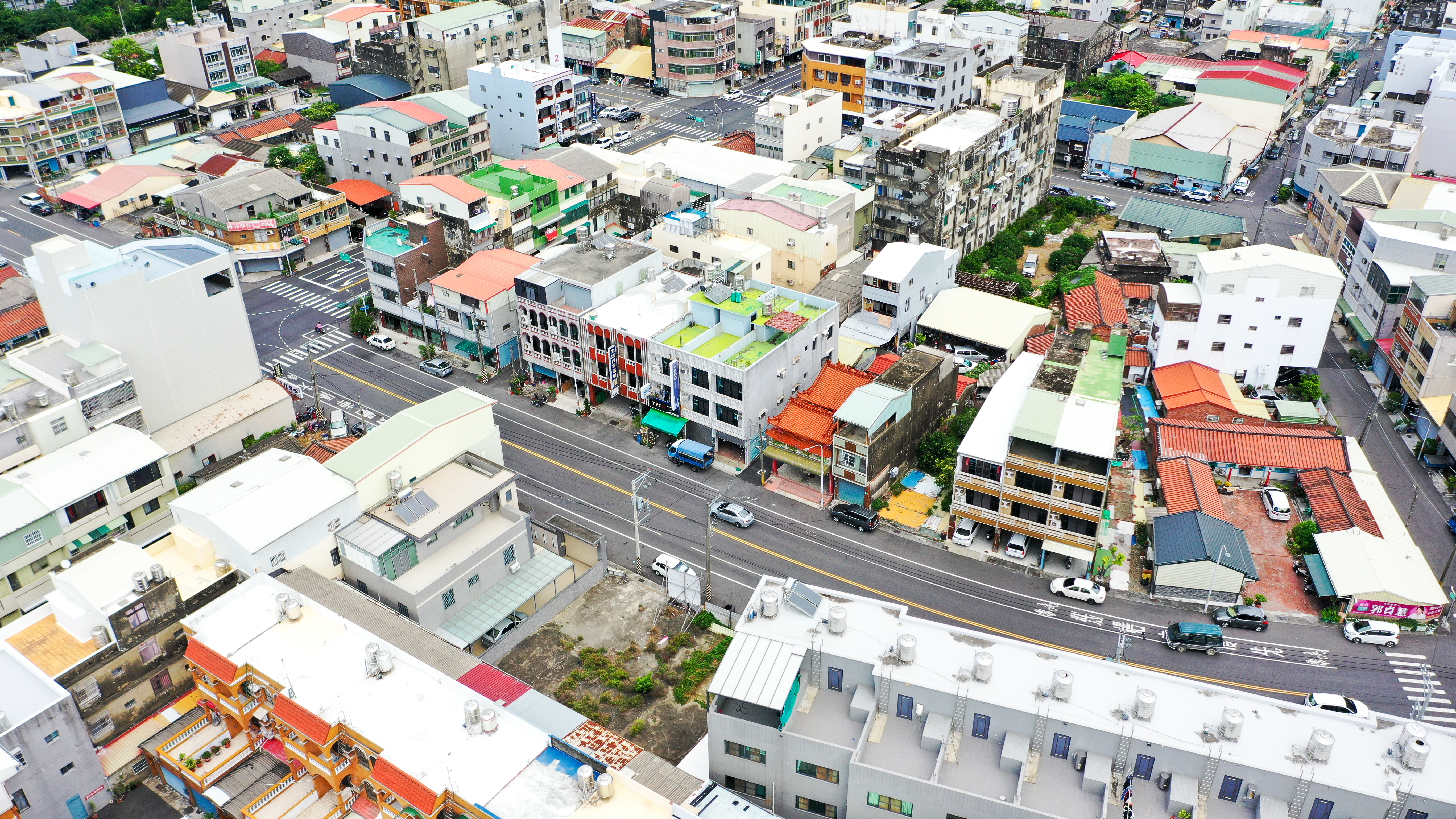
學甲中社三角仔聚落-主要道路